# Phil Bauhaus
Phil Bauhaus (ur. 8 lipca 1994 w Bocholt) – niemiecki kolarz szosowy.

## Osiągnięcia
Opracowano na podstawie:

2013
- 1. miejsce na etapie 1a Dookoła Bułgarii

2014
- 2. miejsce w Zuid Oost Drenthe Classic
- 1. miejsce w Skive-Løbet
- 2. miejsce w mistrzostwach Niemiec U23 (start wspólny)
- 3. miejsce w mistrzostwach Niemiec (start wspólny)
- 1. miejsce na 1. i 6. etapie Volta a Portugal
- 1. miejsce na 5. etapie Baltic Chain Tour
- 1. miejsce w Kernen Omloop Echt-Susteren

2016
- 1. miejsce na 1. etapie Tour d’Azerbaïdjan
- 1. miejsce na 2. etapie Oberösterreich Rundfahrt
- 1. miejsce na 5. etapie Post Danmark Rundt

2017
- 1. miejsce na 5. etapie Critérium du Dauphiné
- 2. miejsce w Sparkassen Münsterland Giro

2018
- 1. miejsce na 3. etapie Abu Dhabi Tour

2019
- 1. miejsce w Coppa Bernocchi

2020
- 1. miejsce w Saudi Tour
  - 1. miejsce na 3. i 5. etapie

2021
- 1. miejsce na 4. etapie Tour de La Provence
- 1. miejsce w klasyfikacji punktowej Tour de Hongrie
  - 1. miejsce na 1. i 3. etapie
- 1. miejsce na 1. i 5. etapie Dirka po Sloveniji
- 1. miejsce na 1. etapie Tour de Pologne
- 1. miejsce na 1. etapie Tour of Croatia

2022
- 1. miejsce na 7. etapie Tirreno-Adriático
- 1. miejsce na 5. etapie Tour de Pologne

2023
- 1. miejsce na 1. etapie Tour Down Under

## Rankingi
| Rok             | 2013 | 2014 | 2015 | 2016 | 2017 | 2018  | 2019 | 2020 | 2021 | 2022 | 2023 | 2024 |
| --------------- | ---- | ---- | ---- | ---- | ---- | ----- | ---- | ---- | ---- | ---- | ---- | ---- |
| UCI World Tour  |      |      |      | -    | 179. | 147.  |      |      |      |      |      |      |
| World Ranking   |      |      |      | 199. | 193. | 413.  | 526. | 234. | 283. | 129. | 146. | 102. |
| UCI Europe Tour | 423. | 26.  | 363. | 130. | 132. | 1352. | 404. | 195. | 240. | 106. | -    | 83.  |
| UCI Asia Tour   | -    | -    | -    | 80.  | -    | -     |      |      |      |      |      |      |
|                 |      |      |      |      |      |       |      |      |      |      |      |      |
| Źródło: UCI     |      |      |      |      |      |       |      |      |      |      |      |      |